# Vierbandgroefbij
De vierbandgroefbij (Halictus quadricinctus) is een vliesvleugelig insect uit de familie Halictidae. De wetenschappelijke naam van de soort is voor het eerst geldig gepubliceerd in 1776 door Fabricius.
De soort wordt zo'n 13 à 16 mm groot. Net als bij andere groefbijen heeft het vrouwtje overlangs op het achterlijf een dwarsgroef. Mannetjes hebben lange, behaarde antennes. De kop, het borststuk en de poten zijn lichtbruin behaard. Op het eind van de eerste vier achterllijfsegmenten staan dichte, witte haarbandjes, die in het midden versmald of onderbroken zijn.
De bij nestelt op steile wanden met een vaste bodem van zand, leem of löss, bijvoorbeeld in holle wegen. Die plaatsen zijn schaarser geworden, waardoor veel soorten wilde bijen erdoor in de problemen geraakt zijn.
De bij is vooral actief van half mei tot eind augustus. Alleen de vrouwtjes overwinteren. Hoewel het vrouwtje al voor de winter is bevrucht, legt ze haar eitjes pas in het voorjaar (april-juli). Na de winter graaft het vrouwtje in een bij voorkeur steile wand een schuin aflopende gang van zo'n 10 cm lang. Op het einde waarvan bouwt ze met leem een raatachtige structuur van 15 à 20 cellen die dienstdoet als broedkamer en omgeven wordt door een holle ruimte. Voor de nakomelingen verzamelt de bij stuifmeel. Aangezien het vrouwtje zo'n jaar leeft, is ze nog in leven als de eerste nakomelingen uitkomen, ondanks dat het het om een solitaire bij gaat. Zij verlaten het nest.
In de België en Nederland werd de soort in de 20ste eeuw als uitgestorven beschouwd. In België werd na ruim zestig jaar in 2016 opnieuw een vrouwtje waargenomen. In Nederland was de soort ruim 50 jaar verdwenen, maar ook daar werd hij herontdekt.